# セナンク修道院

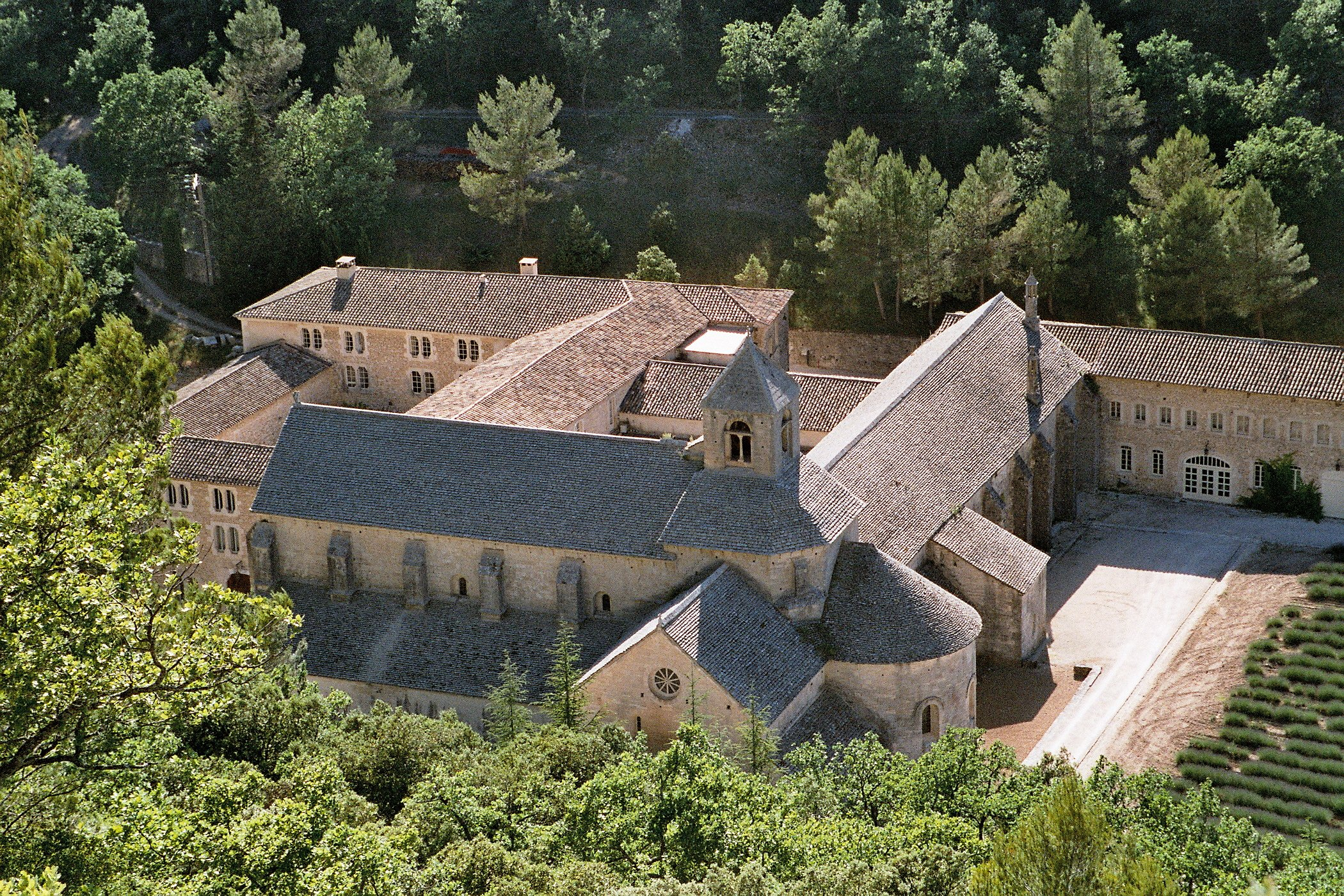
セナンク修道院

ノートルダム・ド・セナンク修道院 （Notre-Dame de Sénanque）は、フランス、ヴォクリューズ県・ゴルドにあるカトリックのシトー会派修道院。セナンコル川の流れる渓谷内にある。
1148年に創設され、1150年より修道院となった。シルヴァカンヌ修道院、ル・トロネ修道院とともにシトー会の「プロヴァンスの三姉妹」修道院と呼ばれ、プロヴァンスにおいて多大な影響力を発揮した。現在はレラン修道院付属の小修道院となり、シトー会派修道士たちのコミュニティーが存続している。

## 歴史

建物前に広がるラヴェンダー畑

1148年6月23日、バルセロナ伯ラモン・バランゲー2世と、カヴァイヨン司教アルファン庇護下のもと、現在のアルデシュ県のマザン修道院からやってきたシトー会派修道士たちによってセナンク修道院は創設された。彼らは、ゴルド領主に属するセナンコルの狭い谷底に居を定めた。1150年10月、ゴルド領主ギラン・ド・シミアーヌは初代院長ピエールにこの谷を与えた。
セナンクは1152年を転換点として栄え始めた。セナンクのシトー会コミュニティーは、ヴィヴァレー地方に第2の修道院を創設できるほどの大きさになっていた。修道院は、特にシミアーヌ家やヴナスク領主からの寄進で潤っていた。
修道院は、清貧の誓いと相容れない財産を蓄積することになる。14世紀に修道院は衰退していた。新入り修道士の募集が減り、修道士そのものが減少し、そして規律が緩んでいた。しかし修道院は、創立者の精神を尊重しようと努力する間にその尊厳を回復したのである。
ユグノー戦争中の1544年、修道院の修道士たちは絞首刑にされ、建物はヴァルド派に焼かれ、破壊された建物は打ち捨てられた。
17世紀末、セナンクには2人の宗教家しかいなかった。フランス革命中の1791年に、破壊された状態のまま偶然にも国家資産として売却されたことは、建物が補強されることにつながった。1857年、レランス修道院のバルヌワン師がセナンクを購入し、元の姿が取り戻された。いくつかの新しい建物が古い建物の脇にでき、72人の修道士たちが移り住んだ。1903年、宗教的な集会についての法律が施行されるのに続いて、修道院から修道士たちが追放された。
1926年までセナンクでの宗教生活は再開されず、今やレランス修道院付属の小修道院だった。1969年、残っていた5人の修道士たちは修道院の維持費を捻出することができなかった。彼らはレラン島にある母修道院に引退するためにセナンクを去った。レラン修道院院長と、文化センターをつくる場所を探していたポール・ベルリエ社（自動車会社。現在はルノーに買収されている）との間で産業後援協定が結ばれ、ベルリエ社は30年間のリース契約を結んだ。修道院は、セナンクでの信仰の様相の保存、建物の復興と維持、そして契約が終了する前に修道士たちが戻れることを可能にするよう委託したのである。ベルリエ社が半分出資した事業では、修道院ができた時代の材料や技法が守られた。
1988年、レラン修道院から新たな小さな修道士コミュニティーがセナンクへやってきた。2012年には10人が暮らし、セナンクはレラン修道院への依存を止めた。
現在、セナンク修道院の収入は、修道院の観覧料、宗教本の店、ラヴェンダー栽培、ハチミツとラヴェンダー精油の販売、他の修道院で作られた様々な商品の販売から成り立っている。修道院の菜園で作られる野菜が修道士たちの主な食料となっている。

## 建物
修道院の外観は、非常に簡素なロマネスク様式で、石で組まれておりスレートで覆われている。シュヴェは半円形のアプスからなっている。教会建物はサンタントワーヌ十字型で、修道院の外壁を突出する後陣を持つ。やや特異な形状で、シュヴェは北東、メイン・ファサードは南西の方向を向いている。回廊のアーケードで対になっている柱は、最も簡素な葉の模様で飾られている。

ファサード
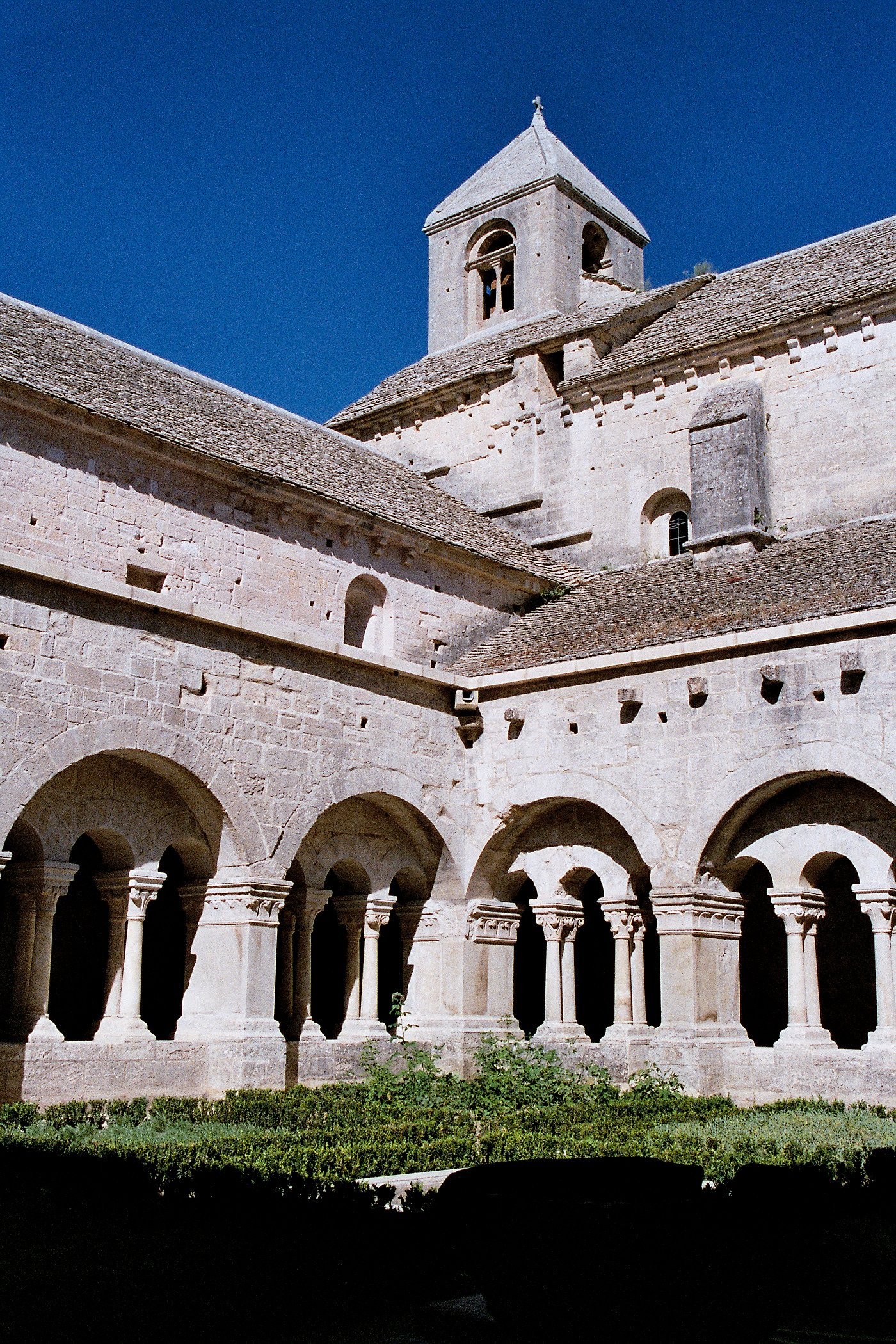
連続したアーチが続く回廊
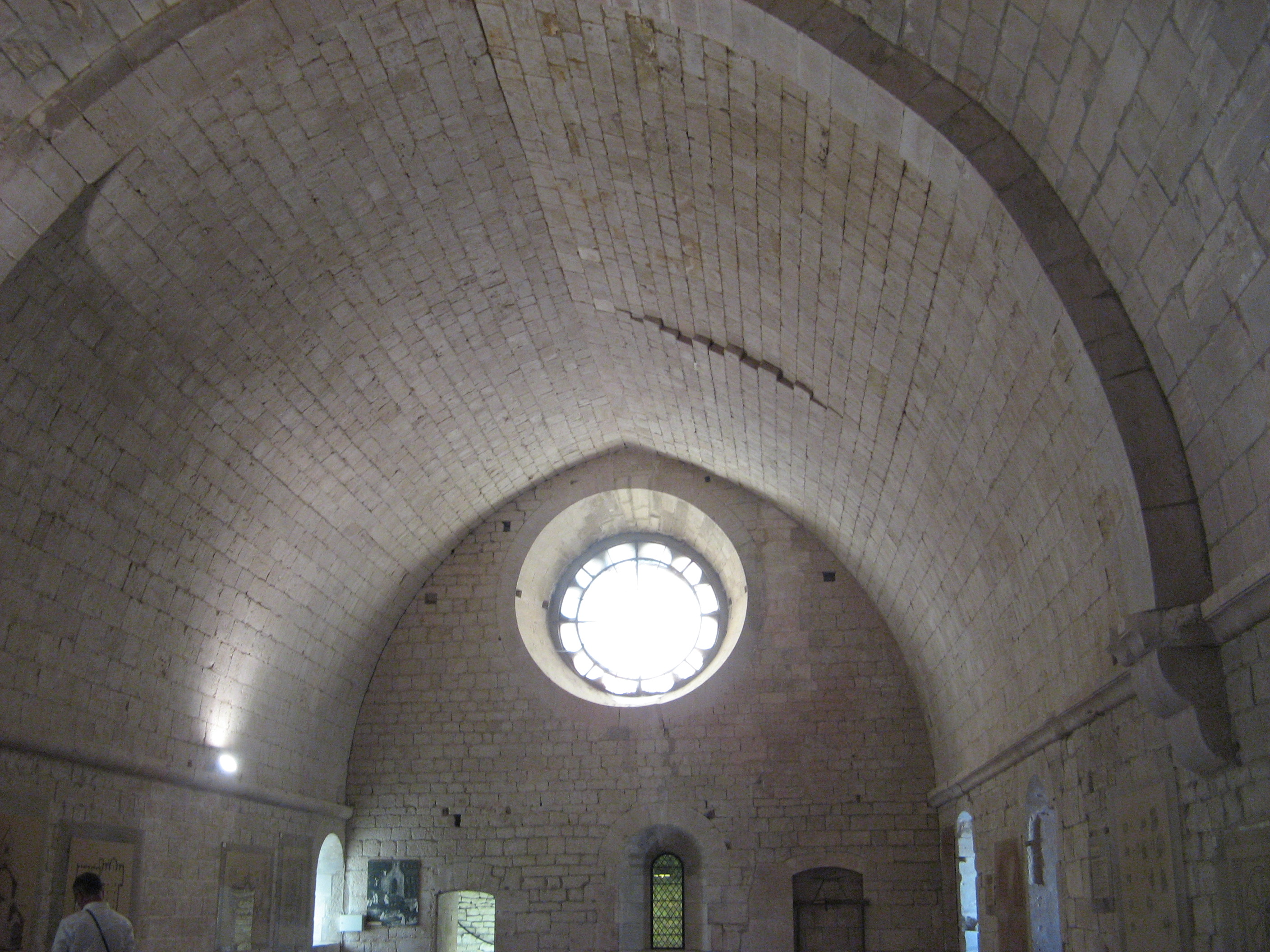
天井のヴォールトとバラ窓
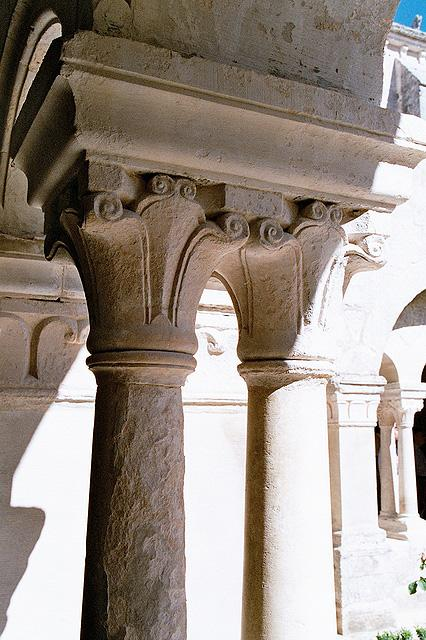
葉模様のあしらわれた柱